# Saraminda
Saraminda, obra do escritor e político José Sarney, mostra que um ambiente exótico pode ser um ótimo palco para uma obra erótica.
Passada no Amapá, a obra conta a história de Saraminda, uma prostituta guianense que se instala com seu dono no garimpo do Contestado. Saraminda tinha "olhos verdes, cabelos lisos que ecorriam nos ombros, a pele cafusa, peitos firmes, de cones finos, que pareciam castanheiras eretas, linheiras, que não dobravam na ventania.".
Sua avó Balbina montara um bordel para marinheiros de longas travessias. Sua mãe, Julienne, aos quatorze anos foi prostituta no bordel do cais, de onde saiu levada por um preto da Guiné, com quem viveu até que ele morreu de gripe. Viúva, entregou-se a um sargento que tinha vergonha dela, e dessa união nasceu Saraminda. Sobre ela, Carlos Heitor Cony disse: "Oito vezes virgem, oito vezes puta, traz nos olhos verdes e nos seios dourados o prazer e a desgraça".
A história começa com um leilão, no qual serão compradas as prositutas que serão levadas para o garimpo.
Saraminda não espera ofertas e se oferece para Cleto Bonfim, o mais rico e poderoso garimpeiro, e a partir dali começa a enfeitiçá-lo, obrigando-o a fazer todas as suas vontades.
É da relação de amor e ódio, de quem sabe que está sendo usado, mas não pode resistir, que se faz o romance. Mas os melhores momentos são aqueles descrevem a sensualidade poética de Saraminda. Em oposição a Cleto, rude e grosseiro, que fala palavrões em francês e parece resoluto ("Tire a roupa, você é mulher de bordel, não tem que pensar, nem romance, quero ver seus peitos"), a moça contrapõe seu erotismo.
A primeira relação dos dois demonstra bem essa dicotomia:
"Eu soube o que era amor. E eu fui implorando para ela se entregar, e ela era uma cobra sucuri que se enrolava em mim e fugia sem fugir, assim junta e sussurando. O candeeiro estava ao pé da cama. Sua luz caía. Eu não via direito e levantei para aumentar o morrão. Ali estavam os bicos dos seios que eu apenas tinha entrevisto, amarelos como ouro bruto, tirado da terra, mas do brilho trabalhado por mãos de ourives, artista do bonito. As pontas eram grandes, altas, duras, roliças, faiscavam como tição. Beijei-as. Elas encheram minha boca e se derreteram. Mas não ficou aí minha devassidão. Não quis beijá-la, encostei a cabeça em seu pescoço para descobrir os caminhos que me conduziriam até o garimpo. Nas partes altas da mulher, Saraminda não tinha pelos. Minhas mãos tocaram. Era como costas de jeju, babosa, lisa e mais escorregadia do que semente de linhaça.".